# Archaeocyatha
Gli Archeociatidi, o   Archeociati, (Archaeocyatha, Vologdin, 1937) sono metazoi primitivi simili ai poriferi caratteristici ed esclusivi dei mari del Cambriano inferiore (500-600 milioni di anni fa), al termine del quale si sono completamente estinti.

La loro dubbia posizione tassonomica ha valso loro la denominazione di fossili “incertae sedis” a dispetto dello scheletro calcareo a forma di calice o cilindro apparentemente simile a quello di alcune spugne o piccoli coralli.

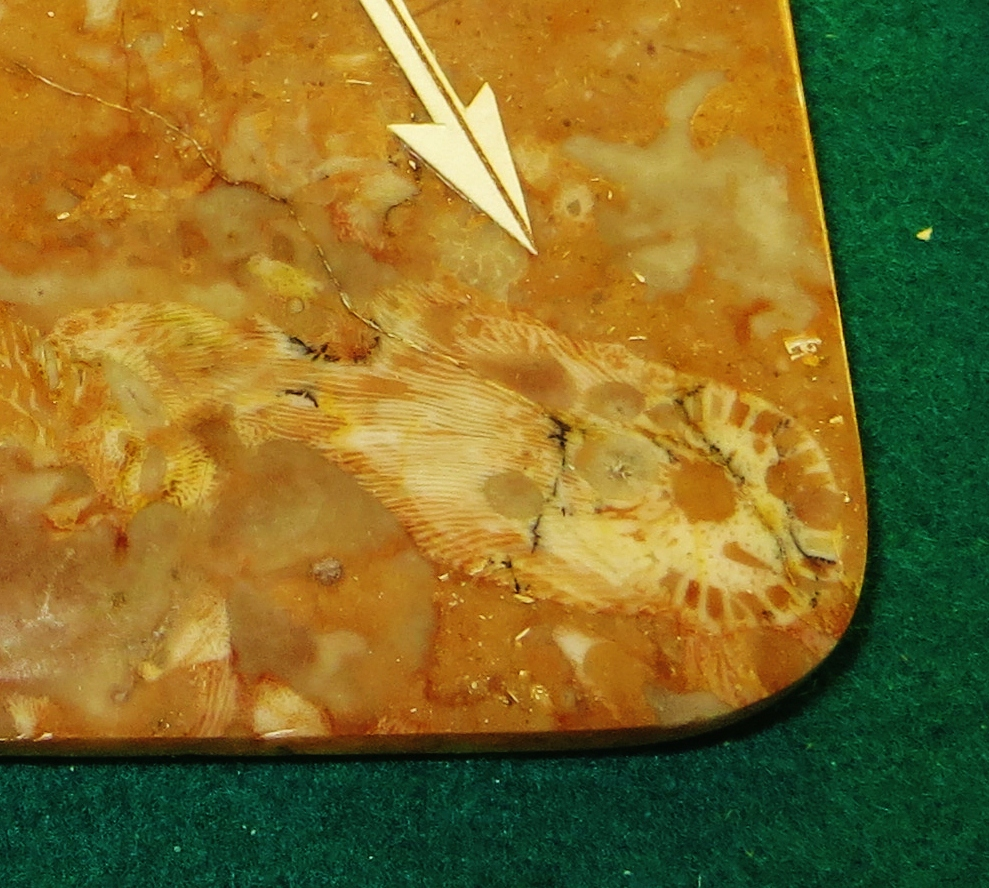
fossile di Metaldetes taylori, un archeociato proveniente dall'Australia

## Caratteristiche
Strutturalmente possono essere descritti come uno spesso calice concamerato longitudinalmente da setti trasversali, disseminato in ogni sua parte di pori inalanti attraverso i quali l'organismo filtrava l'acqua.

Al pari delle spugne erano quindi organismi sessili filtratori, radicati alle rocce per mezzo di peduncoli ramificati. Ritrovamenti fossili di Archeociatidi addossati tra loro testimoniano la loro attitudine coloniale di biocostruttori, in grado di formare barriere al pari degli attuali coralli.
Per la loro presenza stratigrafica ben delimitata, sono considerati ottimi fossili guida per il Cambriano.